# Yambaramerus arcuatus
Yambaramerus arcuatus är en kvalsterart som beskrevs av Aoki och Yamamoto 2000. Yambaramerus arcuatus ingår i släktet Yambaramerus och familjen Amerobelbidae. Inga underarter finns listade i Catalogue of Life.